# La Congregazione
La Congregazione (in francese La Congrégation) conosciuta come Congregazione della Beata Vergine è stata un'associazione religiosa per laici cattolici fondata a Roma nel 1560 da un professore gesuita del Collegio Romano, Jean Leunis, che la pose sotto il patrocinio di "Maria ausilio dei cristiani". 
Successivamente, in Europa e nei paesi di missione, ci furono congregazioni non solo nei collegi, ma anche in tutte le classi della società: nobili, borghesi, artigiani, sacerdoti, soldati ed altre ancora. 

## Congregazione di padre Bourdier-Delpuits
Una di queste congregazioni conosciuta come La Congregazione venne riunita, il 2 febbraio 1801, dal gesuita padre Jean-Baptiste Bourdier-Delpuits , canonico di Parigi. Questa organizzazione di beneficenza, composta da laici ed ecclesiastici, svolse un importante ruolo politico  e religioso, in particolare nella difesa della religione, sotto il Direttorio, il Primo Impero e la Restaurazione riunendo personalità tradizionaliste e ultrarealisti. Favoriva la carriera dei suoi membri come quella di Vincent Bonneau. 
Fortemente criticata per i suoi legami con lo Stato Pontificio, fu accusata di spionaggio a suo vantaggio, persino di complotto, e fu sciolta nel 1809 con decreto imperiale. Fu ricostruita, nel 1819, da padre Legris-Duval  e dal gesuita Pierre Ronsin. 
Fu all'origine di diverse associazioni di beneficenza o di altre come la Società delle buone opere, la Società Cattolica di buoni libri, di cui il giornalista Pierre-Sébastien Laurentie (1793-1876) fu segretario, l'Associazione per la difesa della religione o il Refuge des jeunes condemnés. 
Tra i suoi illustri membri, troviamo il medico Laennec (1781-1826), il sacerdote Jean-Marie de La Mennais (1780-1860) e il matematico Augustin Louis Cauchy (1789-1857). 